# Podsędek
Podsędek (łac. subiudex) – w dawnej Polsce początkowo był to urzędnik sądu dworskiego księcia, od XIV w. zastępca (ale nie podwładny) sędziego ziemskiego, wchodzący wraz z sędzią i pisarzem ziemskim w skład kompletu sądowego; w Wielkim Księstwie Litewskim urząd istniał w latach 1566–1764.
W Księstwie Warszawskim podsędek funkcjonował w oparciu o reskrypt z 13 maja 1808 r. „Organizacja sądownictwa w Księstwie Warszawskim” i reskrypt  Ministra Sprawiedliwości z dnia 23 maja 1808 r. „względem postępowania w sprawach cywilnych”. Łączył funkcję notariusza i urzędnika sądowego. Do jego zadań  należało sporządzanie aktów dobrej woli zawieranych przez strony, takich jak:  akta kupna-sprzedaży, umowy, zapisy, cesje, legaty, intercyzy przedślubne,  pełnomocnictwa.